# Eugenio Perego
Eugenio Perego (Milà, 28 d'agost de 1876 - Roma, 26 de febrer de 1944) va ser un director de cinema i guionista italià.

## Biografia
Eugenio Perego va ser un director del cinema italià, actiu a la primera part del segle XX, a l'època del cinema mut. Va començar com a dissenyador de temes i reduccionista per a algunes cases de Torí; va ascendir a director a Milano Film i, després d'haver rodat pel·lícules per tota Itàlia, es va traslladar a Nàpols, on va fer set pel·lícules juntament amb la diva de l'època (i parella del productor Gustavo Lombardo), Leda Gys, per a Lombardo Film.
Va treballar amb grans actrius de l'època del cinema mut, entre les quals Lina Millefleurs, Pina Menichelli, Leda Gys i Musidora, amb qui també va col·laborar com a co-director.

## Filmografia

### Director
- L'appetito vien mangiando (1915)
- La cattiva stella (1916)
- Il ciclone (1916)
- Partita doppia (1916)
- La pupilla riaccesa (1916)
- Verso l'arcobaleno (1916)
- Il vindice (1916)
- Così è la vita (1917)
- L'incendio dell'Odeon (1917)
- La chiamavano Cosetta (1917)
- Il giardino incantato (1918)
- Papà mio, mi piacciono tutti! (1918)
- La vagabonda (1918) – co-dirigida amb Musidora
- Fiamma simbolica (1919)
- Lasciate fare a Niniche (1919)
- Noris (1919)
- Il padrone delle ferriere (1919)
- Il principe idiota (1919)
- La disfatta dell'Erinni (1920)
- Il fallimento di Satana (1920)
- La matassa di seta (1920)
- La naufraga della vita (1920)
- La storia di una donna (1920)
- Il supplizio del silenzio (1920)
- Le tre illusioni (1921)
- La fornace (1922)
- La trappola (1922)
- L'unico peccato (1922)
- Il capolavoro di Saetta (1923)
- Santarellina (1923)
- Caporal Saetta (1924)
- Galaor contro Galaor (1924)
- Grand Hôtel Paradis (1924)
- Vedi Napoli e poi muori (1924)
- Profanazione (1924)
- Napoli è una canzone (1927)
- Napule... e niente cchiù! (1928)
- Rondine (1929)
- La signorina Chicchiricchì (1929)

### Guionista
- I promessi sposi, dirigida per Ubaldo Maria Del Colle (1913)

### Actor
- I pericoli dei travestimenti, dirigida per Émile Vardannes (1914)